# Sokodé
Sokodé er en by i det centrale Togo, der med et indbyggertal på 115.442 (2022) er landets næststørste efter hovedstaden Lomé. Byen er desuden hovedstad i regionen Centrale.